# ガストン (オレゴン州)
ガストン（英: Gaston）は、アメリカ合衆国オレゴン州のワシントン郡にある非常に小さな市。人口は630人（2006年推計）。ポートランド都市圏に含まれる。

## 歴史

### 19世紀以前
ヨーロッパの移住者が到着する1880年代以前にガストン地域に先住していた先住民に関してはあまり解明されていない。わずかな証拠から判明していることによれば、この地域の先住民は、太平洋岸北西部で生活していた他の部族と似た生活を送っていたようである。近郊のチェリー・グローヴには、数点のペトログリフ（壁画）が見つかっており、これらはカラプヤ族系に属するアトファラティ族によるものであるとされている。北アメリカで生活を営んでいた他の多くの先住部族と同じく、ヨーロッパ人の移住により、天然痘、マラリア、インフルエンザを始めとするヨーロッパ由来の疾病で先住民人口の90%が命を落としたと考えられている。

#### 学校
1860年代、記録に残っているガストン地域の人口はおよそ70人であった。人口は少なかったが、1866年にガストンに最初の学校が設立された。1870年には、旧ハイウェイ47号線と新ハイウェイ47号線（オレゴン州道47号線）を結ぶ道路の近くに新しい学校が建てられた。当初、生徒は1年に3ヶ月から6ヶ月を学校に通っていたが、通学期間はその後になって9ヶ月に拡大された。1871年、多くの人々が駅馬車に乗ってこの地に移住するようになり、新しい鉄道路線を見込んで、市名の由来にもなった鉄道開発業者のジョセフ・ガストンは町の端に学校用の土地 0.01 km2 を確保した。

#### 鉄道
1870年代の初め、ワシントン郡における馬車と鉄道の交通網は急速な拡大を遂げていた。1872年、パットン渓谷を走っていたポートランド＝聖ヨゼフ線の駅の一つが正式にガストンと命名された。鉄道駅も置かれ、更に多くの人々が移住し、1873年には郵便局がこの町に開局した。同年、最初の教会であるガストン会衆派教会が建設された。1880年代に入ると、ジョセフ・ガストンは農地開発のために、鉄道駅近隣の渓谷に位置していたワパト湖を干乾びさせてしまった。「ワパト」は現地に先住していた部族の言語に由来する言葉で、水地で成長するデンプン質の根菜を指している。この根菜は、現地英語で「ウォーター・ポテト」と呼ばれるクズウコンと関係がある。

### 20世紀以降
1911年、製材所建設のために近郊のチェリー・グローヴに支線が通ると、ガストンの地域経済は大きく活性化された。しかし1913年、材木の市場が下落すると製材所は閉鎖された。この閉鎖にもかかわらず、1916年までにガストンに新銀行を始め、J.H. ウェスコット・アンド・サンズ・ジェネラル・マーチャンダイズ社、ベル&オーウェンズ・ジェネラル・マーチャンダイズ・カンパニー社など多くの会社が設立された。

#### 新しい高校
1915年、かつてジョセフ・ガストンが学校用に確保していた土地に高校が建設された。この高校は廃校となる1986年度まで使用された。この高校の廃校は地元では大問題に発展し、近隣の学区（フォレスト・グローヴ公立学区またはヤムヒル公立学区）に編入するか、それとも新しい高校を設立するかで住民の間で論争が巻き起こった。結局、新しい高校が建設され、ガストンは独自のインデペンデント・スクールを保持することとなった。現在、ガストン公立学区は小学校から高校までを擁する学区として、2007年現在、総勢525人の生徒が学んでいる。

#### 現代の拡大
ポートランド市や太平洋岸北西部全般の人気が高まってきたことで、ポートランド周辺の人口は増加の一途を辿っている。ポートランドの恩恵を大きく受けるには遠すぎる位置にあるが、近年ガストンにも新しい家が建ったり入学手続きの増加が見られるようになり始めた。1980年代後期には新しい消防署が設立し、1990年代には野球やサッカーをすることができる公園も開園した。2000年になると新しい郵便局が町の端に建設された。現時点で、ガストンは、国内外で評価を高めつつある現地のワイン産業に効率的な投資を出来ないでいた。2006年、市長選で候補者がメインストリート沿いの商業地の再活性化に州政府や連邦政府の補助金を獲得することを主張した。これが達成すれば、観光を中心としたワイン産業への投資を行うことができるのではないかと期待されている。

## 地理
ガストンは 北緯45度26分11秒 西経123度8分29秒 / 北緯45.43639度 西経123.14139度に位置する。

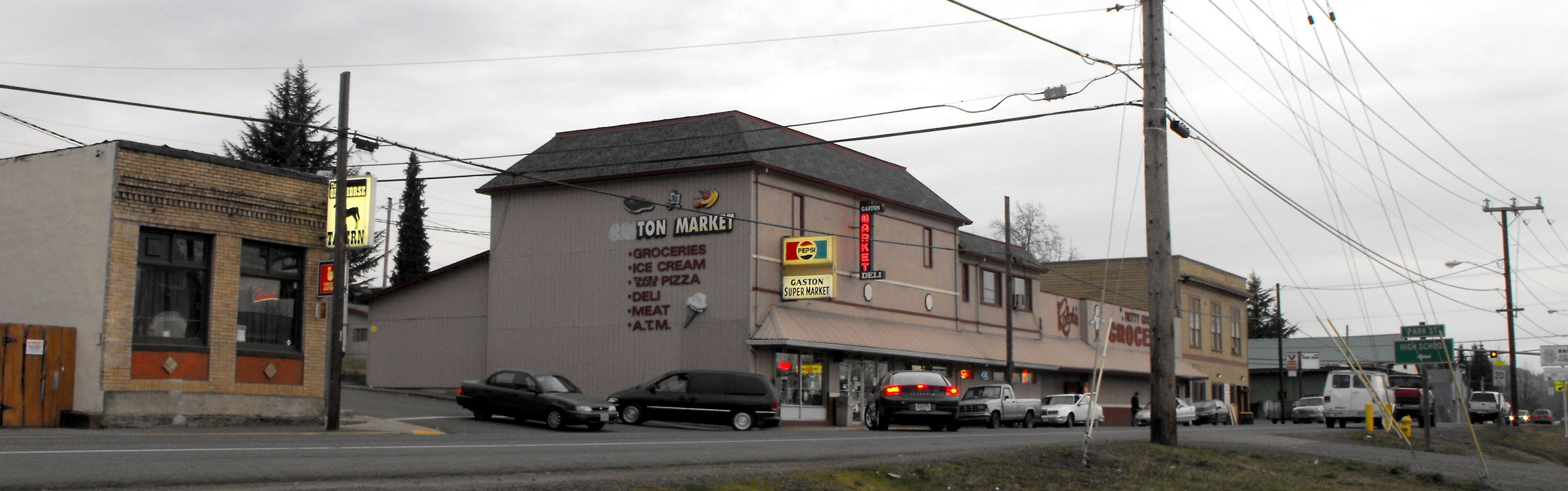
ハイウェイ47号線沿いのセンターモール

アメリカ合衆国国勢調査局によれば、市の総面積は0.6km2（0.2mi2）で、その全てが陸地である。

## 人口動態
以下は2000年国勢調査による人口統計データである。
| - 人口: 600人 - 世帯数: 196世帯 - 家族数: 139家族 - 人口密度: 1,053.0人/km²（2,691.7人/mi²） - 住居数: 204軒 - 住居密度: 358.0軒/km²（915.2軒/mi²） 人種別人口構成 - 白人: 88.33% - ネイティブ・アメリカン: 0.83% - アジア人: 0.17% - その他の人種: 7.00% - 混血: 3.67% - ヒスパニック・ラテン系: 14.50% 年齢別人口構成 - 18歳未満: 37.7% - 18-24歳: 9.5% - 25-44歳: 30.7% - 45-64歳: 18.2% - 65歳以上: 4.0% - 年齢の中央値: 28歳 - 性比（女性100人あたり男性の人口） - 総人口: 104.1 - 18歳以上: 90.8 | 世帯と家族（対世帯数） - 18歳未満の子供がいる: 44.9% - 結婚・同居している夫婦: 52.0% - 未婚・離婚・死別女性が世帯主: 14.8% - 非家族世帯: 28.6% - 単身世帯: 25.0% - 65歳以上の老人1人暮らし: 3.1% - 平均構成人数 - 世帯: 3.06人 - 家族: 3.73人 収入と家計 - 収入の中央値 - 世帯: 36,458米ドル - 家族: 42,031米ドル - 性別 - 男性: 31,641米ドル - 女性: 25,833米ドル - 人口1人あたり収入: 17,758米ドル - 貧困線以下 - 対人口: 11.1% - 対家族数: 9.8% - 18歳未満: 21.3% - 65歳以上: 0.0% |